# Революция роботов
«Револю́ция ро́ботов» (англ. The Robot Revolution) — первый эпизод 15-го сезона британского научно-фантастического телесериала «Доктор Кто». Автор сценария — шоураннер сериала Расселл Ти Дейвис. Режиссёр эпизода — Питер Хоар. Премьера эпизода состоялась 12 апреля 2025 года на стриминговых сервисах BBC iPlayer и Disney+ и телеканале BBC One.
В этой серии Пятнадцатый Доктор (Шути Гатва) спасает Белинду Чандру (Варада Сету) от роботов-похитителей, которые увозят её на другую планету, и она оказывается впутанной в местную повстанческую войну. Чандра в итоге становится новой спутницей Доктора.

## Сюжет
В честь Белинды Чандры, когда она была подростком, её тогдашний парень Алан Бадд называет звезду и дарит ей соответствующий сертификат. Позднее он делает ей предложение, но она отказывается. Спустя 17 лет Белинду похищают роботы и увозят её на планету Миссбелиндачандра-1 рядом с её звездой. Местными жителями являются прежде жившие мирно гуманоиды и роботы, пока последние не захватили контроль.
Роботы управляются Великим генератором ИИ, который планирует соединиться с Белиндой, их королевой. Будучи ещё на космическом корабле, Белинда говорит роботам, что им нужен Алан, так как это он назвал звезду в её честь, после чего они пролетают через временной разрыв. Из-за разрыва Доктор, следовавший за кораблём, попадает на планету на полгода раньше до них, присоединяется к мятежникам и устраивается историком. Белинда и роботы прибывают на планету, и Доктор с мятежниками спасают Белинду, используя дефект роботов, не способных слышать каждое девятое слово.
Доктор узнаёт, что у роботов есть подлинный сертификат Белинды, которым они владели 5000 лет. ОН высказывает предположение, что это может быть связано с временным разрывом. Белинда сдаётся в плен, чтобы уберечь жизни мятежников. Белинду и Доктора отводят к Великому генератору ИИ, который оказывается Аланом. Его по приказу Белинды схватили роботы, но из-за временного разрыва он попал на планету за десять лет до них. Увидев в планете возможность игры, Алан слился с механизмами и сам стал зачинщиком революции роботов.
Используя каждое девятое слово, Алан сообщает, что он испытывает боль. Белинда касается своей версией сертификата будущую версию в руках Алана, вызывая парадокс, от чего они вдвоём видят всю свою жизнь одномоментно. Доктор спасает Белинду, а Алан превращается в сперму и яйцеклетку, которые подбираются роботом-мойщиком. Гуманоиды и роботы заключают мир, а Доктор отводит Белинду в ТАРДИС. Он хочет понять, как роботы заполучили сертификат, а также рассказывает, как встретил её потомка Манди Флинн, которая выглядела в точности как она. Белинда заявляет, что не будет его очередным приключением, и приказывает отвезти её домой.
Однако ТАРДИС не может приземлиться 24 мая 2025 года. Доктор говорит Белинде, что им придётся лететь окружным путём. ТАРДИС дематериализуется, и в космосе виднеются останки земных достопримечательностей и календарь с этой самой датой.

## Производство

### Разработка
Сценарий эпизода написан шоураннером сериала Расселлом Ти Дейвисом. Он сперва задумал этот сценарий для стандартного эпизода, но потом переработал для премьеры сезона и ввода новой спутницы. Рабочим названием эпизода было «Белинда и роботы».

### Съёмки
Оформление декораций началось в студии Wolf Studios Wales в октябре 2023 года. Художник-постановщик Фил Симс сказал, что он и Дейвис вдохновлялись фильмами «Запретная планета» (1956) и «Этот остров Земля» (1955) при задумке дизайна. Декорации имели ретрофутуристический вид из 1950-х годов. Компания Millennium FX за восемь недель разработала костюмы роботов. Они сперва были созданы в цифровом виде, разделены на 34 части и напечатаны в трёхмерном виде. Эпизон был снят режиссёром Питером Хоаром. Эпизод был во втором съёмочном блоке сезона вместе с 4-м эпизодом, «Счастливый день». В ноябре 2023 года в районе Рот (Кардифф) прошли натурные съёмки, в то время как в студии Wolf Studios Wales прошли павильонные.

### Актёрский состав
Пятнадцатого Доктора сыграл Шути Гатва, а новую спутницу Белинду Чандру — актриса Варада Сету. Сету ранее исполнила роль Манди Флинн в эпизоде «Бум» предыдущего сезона (2024). Дейвис предложил её роль спутницы без дополнительных прослушиваний. Анита Добсон вновь исполнила роль миссис Флад, впервые появившейся в рождественском спецвыпуске «Церковь на Руби-роуд» (2023). Алана Бадда, антагониста эпизода, сыграл Джонни Грин, который ранее озвучивал персонажей в различных аудиопьесах по «Доктору Кто» и «Торчвуду». Среди других актёров были Макс Паркер, Джеффин Кунджумон, Эвелин Миллер и Калеб Хьюс. Двух роботов сыграли Стивен Лав и Роберт Стрендж, которые также были Воинами Врарта в спцевыпуске «Звёздный зверь» (2023), а Стрендж также был в костюме бугимена в эпизоде «Космические малыши» (2024).

## Релиз и рейтинги
Премьера эпизода состоялась одновременно на стриминговых сервисах BBC iPlayer в Великобритании и Disney+ в остальном мире в 8:00 по британскому времени 12 апреля 2025 года. На канале BBC One эпизод был показан позднее, вечером того же дня.
За вечер на телеканале BBC One эпизод посмотрело 2 млн человек, что сделало его 2-й по просмотрам программой на телеканале и 4-й программой дня на британском телевидении. Полный рейтинг за неделю составил 3,571 млн зрителей (включая просмотры на iPlayer). Среди всех выпусков недели на британском телевидении эпизод занял 21-е место (11-е место среди уникальных программ недели, 10-е место среди выпусков недели на BBC One, 6-е место среди уникальных программ на BBC One). Среди выпусков дня (субботы) эпизод занял 2-е место на BBC One после финала второго сезона телеигры «Гладиаторы» и 4-е место на британском телевидении в целом, где серию также опередили шоу «Britain’s Got Talent» и «The 1% Club» на ITV1.

## Критика
| Агрегированные оценки            | Агрегированные оценки |
| Источник                         | Рейтинг               |
| -------------------------------- | --------------------- |
| Rotten Tomatoes (Tomatometer)    | 100 %                 |
| Rotten Tomatoes (средняя оценка) | 7,0/10                |
| Оценки критиков                  |                       |
| Источник                         | Рейтинг               |
| The A.V. Club                    | B-                    |
| Empire                           | [ 16 ]                |
| Evening Standard                 | [ 17 ]                |
| GamesRadar+                      | [ 18 ]                |
| The Guardian                     | [ 19 ]                |
| i                                | [ 20 ]                |
| IGN                              | 6/10                  |
| The Independent                  | [ 22 ]                |
| Metro                            | [ 23 ]                |
| Radio Times                      | [ 24 ]                |
| The Telegraph                    | [ 25 ]                |
| Vulture                          | [ 26 ]                |

По данным агрегатора Rotten Tomatoes, 
100 % из 15 обзоров были положительными, со средней оценкой 7,0 из 10. Уилл Салмон из «GamesRadar+» похвалил декорации и дизайн но раскритиковал «лёгкость» эпизода, а также запутанные сюжетные моменты ближе к концу серии. Критик «IGN» Роберт Андерсон назвал эпизод «ярким, но поверхностным». В рецензии для «Den of Geek» Стефан Мохамед отметил написание образа Доктора и новые визуальные и режиссёрские приёмы, но остался недоволен Аланом как злодеем и смертью Саши 55 из-за сюжетной слабости. Рокси Симмонс из «Yahoo! Entertainment» понравился эпизод, но она посчитала, что серия не столь впечатлительная для зрителя, а мораль слишком прямолинейная. Разработка персонажа Белинды и актёрская игра Сету были восхвалены почти единогласно.
Автор «The Independent» Эд Пауэр похвалил написание персонажа Доктора и весёлый настрой серии, хотя ему показалось, что выбор сделать Алана «нерда» будет воспринято негативно, а смерть Саши 55 не была необходима для сюжета. Критик «IGN» Роберт Андерсон назвал эпизод поверхностным и раскритиковал раскрытие личности Генератора ИИ как Алана. В обзоре для «The Guardian» Джек Сил похвалил повторный ввод персонажа Доктора и включение насущных тем, но также покритиковал раскрытие личности генератора и передачу посыла эпизода. Крис Тейлор из «Mashable» назвал написание персонажа Белинды слабым и сказал, что по сравнению с прошлыми спутниками у неё не было ощущения предназначения. Он также раскритиковал социальный комментарий серии, сказав, что серия двигалась слишком быстро для какой-либо адекватной критики общества. Майкл Хоган написал для «The Daily Telegraph», что социальный комментарий не был хорошо выполнен и звучал диссонансным в телевизионном слоте для семейного просмотра.

## Новеллизация
Новеллизация эпизода написана писательницей Уной Маккормак и будет выпущена 10 июля.